# Salomone (nome)
Salomone  è un nome proprio di persona italiano maschile.

## Varianti
- Maschili: Solimano[1][4]

### Varianti in altre lingue
- Albanese: Sulejman[2]
- Arabo: سليمان (Sulayman, Sulaiman, Suleiman)[2]
- Azero: Süleyman[2]
- Basco: Salamón[5]
- Bosniaco: Sulejman[2]
  - Ipocoristici: Suljo[2]
- Catalano: Salomó[5]
- Ebraico: שְׁלֹמֹה (Shelomoh, Sh'lomoh, Shlomo)[1][2][3][6]
- Francese: Salomon[2]
- Greco biblico: Σαλωμών (Salōmṓn)[1][2][3], Σολομών (Solomṓn)[1]
- Indonesiano: Sulaiman[2]
- Inglese: Solomon[2][6]
  - Ipocoristici: Sol[2], Solly[2]
- Kirghiso: Сулайман (Sulajman)[2]
- Latino ecclesiastico: Salomon[1][2][3]
- Malese: Sulaiman[2]
- Olandese: Salomo[2]
- Polacco: Salomon[2]
- Portoghese: Salomão[2], Solimão
- Russo: Соломон (Solomon)
- Spagnolo: Salomón[2][5]
- Tedesco: Salomo[2], Solimán
- Turco: Süleyman[2]
- Turkmeno: Süleýman[2]
- Ungherese: Salamon[2], Szulejmán
- Lingue dell'Africa occidentale: Souleymane[2]

## Origine e diffusione

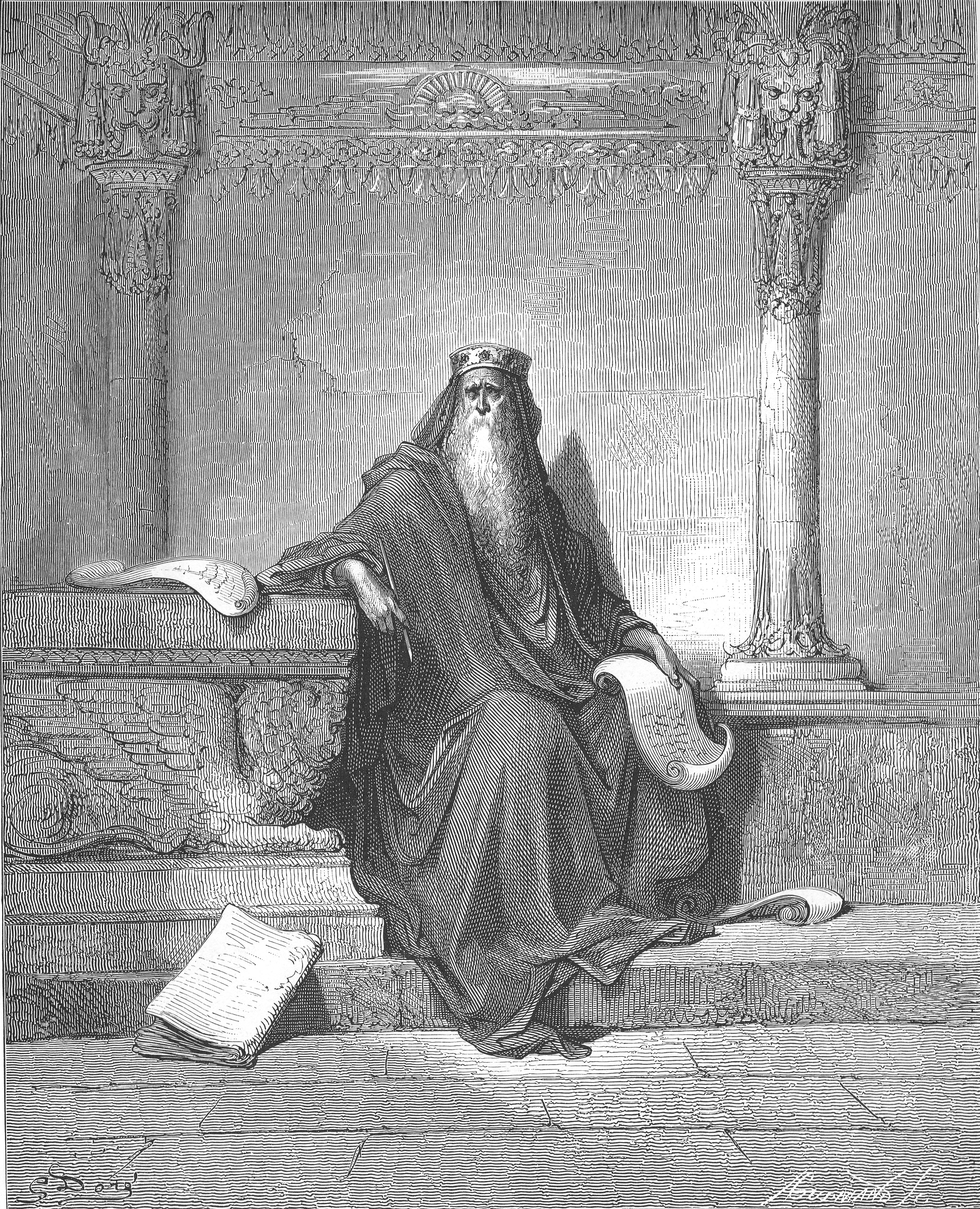
Salomone in un'illustrazione di Gustave Doré

Proviene dall'antico nome ebraico שְׁלֹמֹה (Shelomoh), generalmente ricondotto alla radice שָׁלוֹם (shalom, "pace", "salute", "felicità"), da cui derivano anche Salomè e Sulamita; il significato viene quindi interpretato con "pacifico" (lo stesso di Pacifico, Federico, Ireneo e vari altri) o anche "felice".
La forma italiana "Salomone" nasce dall'adattamento prima greco e poi latino dell'originale Shelomon, ovvero Salomon, tenendo presente che di regola le versioni greco-latine dei nomi ebraici sostituiscono il suono -sh- con la consonante -s- (secondo un modello riscontrabile anche nei nomi Sansone, Simone, Susanna, tutti di origine ebraica).
Nome di tradizione biblica, portato nell'Antico Testamento da Salomone, figlio di Davide e re d'Israele, noto per la sua proverbiale saggezza. Tradizionalmente molto diffuso tra gli ebrei, per contro non è mai stato molto comune negli ambienti cristiani; questa situazione è rispecchiata anche in Italia, dove il nome è assai poco comune al di fuori delle comunità ebraiche; negli anni 1970 se ne contavano, nel complesso, soltanto trecentocinquanta occorrenze circa, accentrate soprattutto in Lombardia, specie a Milano. Il nome ebraico, passato all'arabo e quindi al turco, venne portato da uno dei più grandi sultani dell'impero ottomano, il cui nome viene adattato direttamente in italiano nella forma "Solimano", poi affermatosi anche grazie al successo della Gerusalemme liberata di Torquato Tasso, dove si chiama così il re di Nicea: è attestato negli anni '70 con un centinaio di occorrenze, sparse nel Centro, specialmente in Toscana.

## Onomastico
L'onomastico si può festeggiare in memoria di più santi, alle date seguenti:
- 13 marzo, san Salomone, uno dei martiri di Cordova[1][5][8][9]
- 25 giugno, san Salomone III, re di Bretagna e martire[1][8][9]
- 25 giugno, san Salom, marito di santa Wenna, re di Bretagna e martire[9]
- 2 settembre, san Salomone Leclerq, religioso lasalliano, martire a Parigi durante la rivoluzione francese[8][9]
- 28 settembre, san Salomone, primo vescovo di Genova[1][9]
- 1º novembre, san Salaun (o Salomone), mendicante presso Leseven in Bretagna[9]

## Persone
- Salomone, generale bizantino

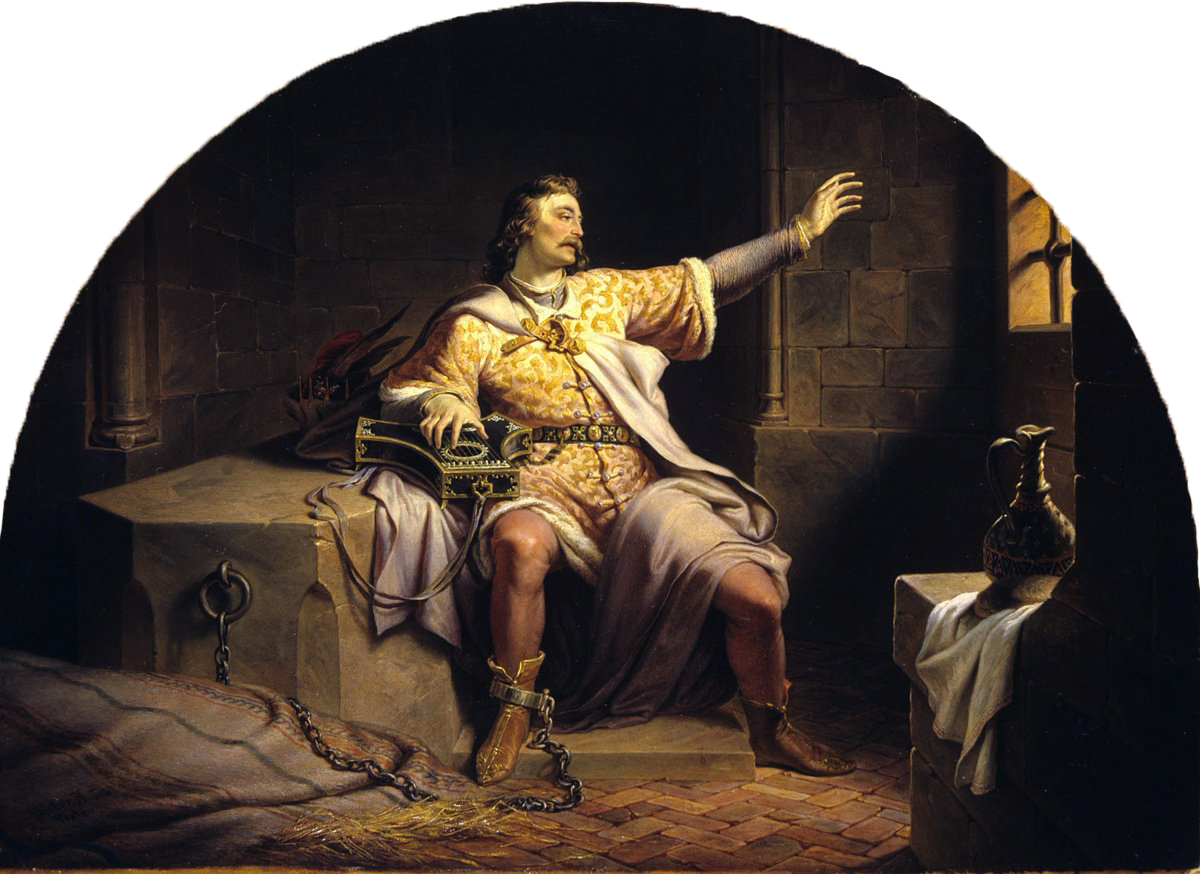
Salomone d'Ungheria

- Salomone ben Eliakim Finzi, rabbino italiano
- Salomone di Bretagna, re di Bretagna
- Salomone III di Costanza, abate e vescovo svizzero
- Salomone d'Ungheria, re d'Ungheria dal 1063 al 1074
- Salomone Fiorentino, poeta italiano

### Variante Salomon
- Salomon Adler, pittore prussiano

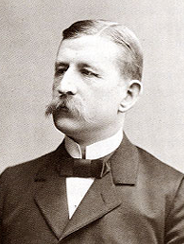
Salomon August Andrée

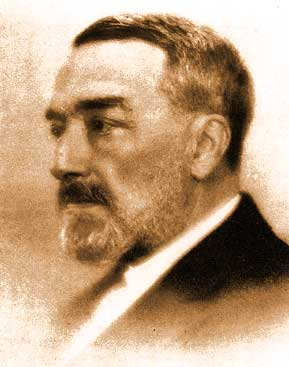
Salomon Reinach

- Salomon August Andrée, esploratore, fisico e politico svedese
- Salomon Bibo, mercante e politico tedesco naturalizzato statunitense
- Salomon de Caus, architetto e ingegnere francese
- Salomon Gessner, poeta e pittore svizzero
- Salomon Jadassohn, compositore e insegnante tedesco
- Salomon Kalou, calciatore ivoriano
- Salomon Maimon, filosofo tedesco
- Salomon Mayer von Rothschild, banchiere tedesco
- Salomon Morel, funzionario israeliano
- Salomon Reinach, archeologo e storico francese
- Salomon Resnik, psichiatra e psicoanalista argentino
- Salomon van Ruysdael, pittore olandese

### Variante Solomon

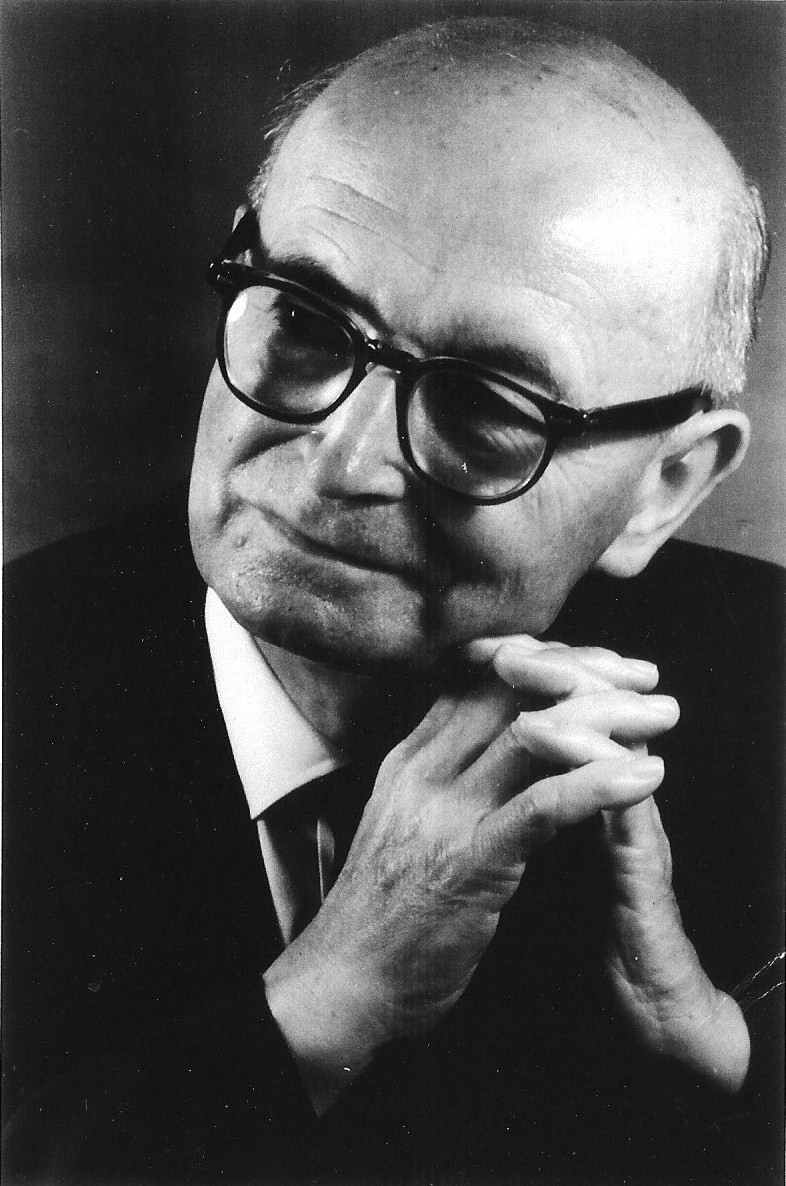
Shlomo Dov Goitein

- Solomon Burke, cantante statunitense
- Solomon Cutner, pianista inglese
- Solomon R. Guggenheim, collezionista d'arte statunitense
- Solomon Lefschetz, matematico e ingegnere turco naturalizzato statunitense
- Solomon Michoėls, attore sovietico
- Solomon Schechter, rabbino e pedagogo romeno naturalizzato britannico

### Variante Shlomo
- Shlomo ben Aderet, rabbino e teologo spagnolo
- Shlomo Dov Goitein, orientalista tedesco
- Shlomo Mintz, violinista e direttore d'orchestra israeliano
- Shlomo Venezia, scrittore italiano

### Variante Sulayman
- Sulayman Farangiyye, politico libanese
- Sulayman ibn Abd al-Malik, califfo omayyade siriano
- Sulayman ibn al-Hakam, "al-Musta'in", califfo omayyade di al-Andalus
- Sulayman Pascià, militare egiziano

### Altre varianti

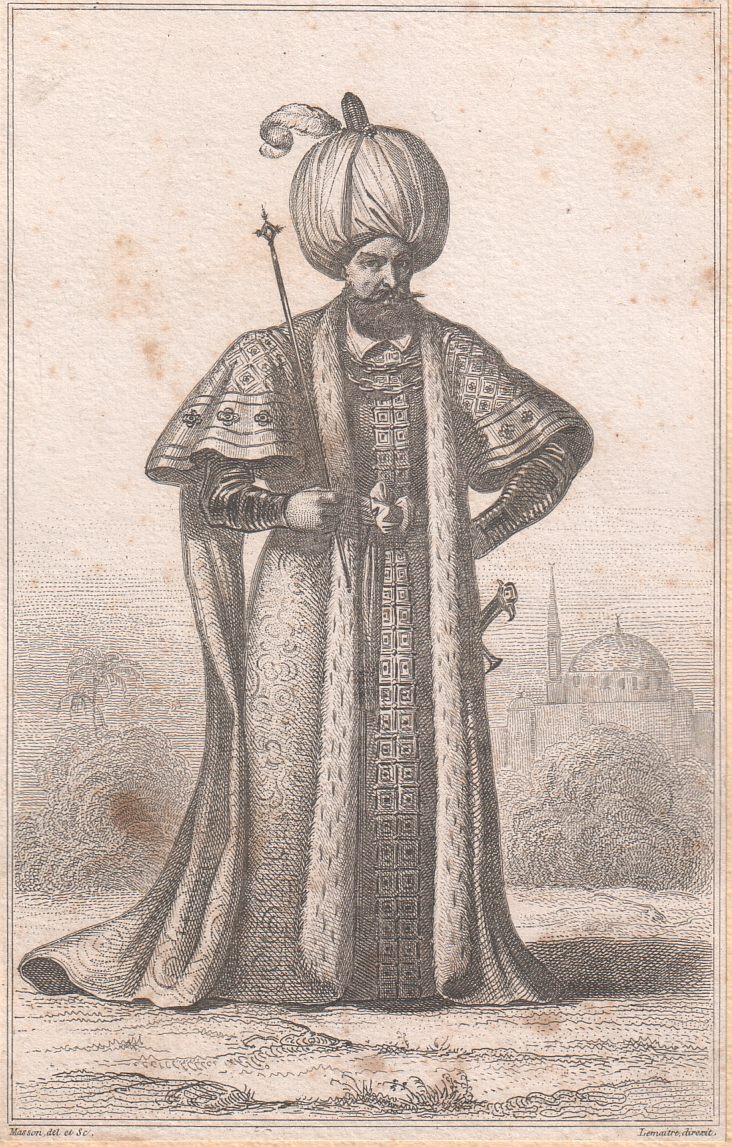
Solimano il Magnifico

- Solimano il Magnifico, sultano ottomano
- Sulaiman Al-Fahim, imprenditore emiratino
- Suleiman Baruni, religioso e pubblicista berbero
- Süleyman Demirel, politico turco
- Sulejman Kerimov, imprenditore, dirigente sportivo e politico russo
- Salomón Rondón, calciatore venezuelano
- Salamone Rossi, compositore e musicista italiano

## Il nome nelle arti
- Solomon Darver è un personaggio della serie a fumetti Nathan Never.
- Solomon Goldsmith è un personaggio della serie manga e anime BLOOD+.
- Solomon Grundy è un personaggio dell'omonima filastrocca popolare inglese.
- Solomon Grundy è un personaggio della DC Comics.
- Solomon Kane è un personaggio letterario creato dallo scrittore Robert Ervin Howard.
- Solomon Meisl è un personaggio letterario creato dalla scrittrice Ben Pastor.
- Salomone pirata pacioccone è un cartone animato andato in onda tra il 1965 e il 1976 nel Carosello per pubblicizzare i prodotti della ditta Fabbri.